# Los Desheredados
Los Desheredados fue un grupo clandestino español de finales del siglo XIX de ideas anarquistas que defendía el uso de la violencia enmarcada en la doctrina de la propaganda por el hecho. 

## Historia
Tras la celebración en septiembre de 1882 del II Congreso de la Federación de Trabajadores de la Región Española en Sevilla, los ilegalistas anarcocomunistas contrarios a la línea oficial anarcocolectivista y defensora de la acción legal y pública, fueron expulsados. Estos, entre los que se encontraban Miguel Rubio, Francisco Gago, Pedro José Durán, Manuel Oca, Rafael Romero, Andrés Barbadilla, José Rachel, Ricardo Arana, José Ponce y Antonio Bonilla, constituyeron una nueva federación bajo el nombre de Los Desheredados. En su órgano de prensa La Revolución Social denunciarían tres años después que la Comisión federal había ocultado el acuerdo del Congreso de Londres de 1881 favorable a la «propaganda por el hecho», y había llevado a la FTRE «como por encanto del terreno revolucionario al legalismo».
Los expulsados celebraron un congreso a finales de 1882, y luego dos más en Sevilla (1883) y en Cádiz (1884) —este último, la FTRE lo llamó «congreso de los perturbadores»—. En el Congreso de Sevilla fue cuando se consolidaron como organizaron iniciando a partir de entonces su expansión, tal como lo contaba La Revolución Social en su número de abril de 1885, en el que también se hacía referencia al asunto de la Mano Negra criticando duramente la postura adoptada por la Comisión federal de la FTRE, acusándola de cómplice de la «burguesía», reflejando así la ruptura que se había producido dentro del anarquismo español:

Como consecuencia del recto espíritu de aquel congreso, la organización se desarrollaba de una manera extraordinaria, a pesar de los malos medios puestos en juego por la comisión federal nombrada en el congreso público de Sevilla; la que representarse la comedia de la Mano Negra en Andalucía, escogió en ella un papel característico, el de Calumniador.
Encontró la ocasión (en unión de los burgueses) de confundir a sabiendas a los trabajadores que estaban conformes con sus procedimientos, con determinados hechos individuales, ocurridos entre trabajadores organizados y pertenecientes a la federación regional española; a los que después de haberlos halagado repetidas veces en sus actos de ignorancia, y de comerse los céntimos que esos desgraciados les enviaban, no tuvieron inconveniente en calumniarlos y delatarlos a la burguesía, en los terribles días de la venganza.

Su ámbito de actuación fueron las provincias de Málaga, Cádiz y Sevilla —más concretamente el cuadrilátero de la Baja Andalucía formado por Sevilla, Málaga, Algeciras y San Lúcar de Barrameda—, aunque aseguraban tener asociados en tres localidades valencianas y tres catalanas (Gràcia, Sant Martí de Provençals y Sabadell). Propugnaron la utilización de la violencia a fin de acelerar la revolución social. Recelaban de las tácticas reformistas y legalistas de la Comisión federal, además de reivindicar las posturas del Congreso anarquista de Londres de 1881 favorables a la violencia y a la lucha clandestina. Sin embargo, el ilegalismo y la propaganda por el hecho no fue acompañado de una definición doctrinal anarcocomunista, sino que al menos al principio seguían siendo partidarios colectivismo. «Parece que habrá que esperar hasta mediados de 1885 para que el anarcocomunismo, que más adelante se denominó comunismo libertario, empezara a cuajar definitivamente».
Según Josep Termes, «se presentaron como herederos de la AIT, declararon la burguesía "fuera del derecho de gentes" y decidieron estructurarse en grupos secretos, formados por un máximo de cinco o diez personas cada uno (los grupos de afinidad), pues consideraban que la sociedad obrera era anacrónica y autoritaria».
La persecución de los anarquistas andaluces como consecuencia del asunto de La Mano Negra también afectó a Los Desheredados, iniciando a partir de entonces su decadencia.
Según Miguel Iñiguez, «la escisión de Los Desheredados vino a confirmar la frágil unidad de la FTRE y que existía una corriente contraria a las componendas circunstancialistas y favorable a la política insurreccionalista, para la cual la FTRE no tenía en consideración la desesperada situación del proletariado campesino andaluz».